# Zhenxie Qingliao
Zhenxie Qingliao (chiń. 真歇清了 pinyin Zhēnxiē Qīngliăo; kor. 진헐청요 Chinhŏl Ch’ŏngyo; jap. Shinketsu Shōryō; wiet. Chân Hết Thanh Liễu; ur. 1088, zm. 1151) – chiński mistrz chan szkoły caodong, uczeń mistrza chan Danxia Zichuna.

## Życiorys
Qingliao pochodził z Anchang w dzisiejszym Syczuanie.
W wieku lat 11 został nowicjuszem, a w 1105 r. został pełnym mnichem. Początkowo studiował sutry. W wieku 18 lat zdał pomyślnie egzamin z Sutry Lotosu. Udał się wtedy do klasztoru Jingzi w Chengdu, gdzie kontynuował swoje studia nad sutrami. Po pewnym czasie rozpoczął wędrówkę, w czasie której odwiedzał mistrzów chan i święte góry; był m.in. na górze Emei i Wutai. W końcu dotarł do klasztoru na górze Danxia, w którym opatem był Danxia Zichun.
Pewnego razu Danxia spytał Qingliao Czym było twoje ja przed pustym eonem? Gdy Qingliao zamierzał coś powiedzieć, mistrz uderzył go ręką i uczeń osiągnął oświecenie.
Według alternatywnej wersji, po zadaniu pytania, mistrz powstrzymał Qingliao przed odpowiedzią słowami Jesteś teraz w pomieszaniu. Idź!
W jakiś czas potem Qingliao udał się w podróż i odwiedził klasztor Shaolin. Następnie poszedł na pobliski szczyt Boyu, na którym znajdowała się chatka Drugiego Patriarchy Dazu Huikego i tam nagle osiągnął oświecenie.
Gdy Qingliao powrócił na górę Danxia, mistrz natychmiast zorientował się, co stało się z jego uczniem, uderzył go i powiedział Powiesz mi teraz, co wiesz!. Qingliao pokłonił się.
Następnego dnia mistrz Danxia wszedł do sali mnichów, usiadł i powiedział
Słońce oświetla samotny zielony szczyt.
Księżyc odbija się w chłodnej wodzie strumienia.
Najwyższej tajemnicy przodków
Nie znajdzie się w małym umyśle.
Następnie mistrz podniósł się, Qingliao podszedł i powiedział Taka mowa, jaką wygłosiłeś dzisiaj, nie zwiedzie mnie ponownie.
Mistrz powiedział Zatem wytłumacz ją mi i zobaczymy, czy zrozumiałeś.
Qingliao milczał.
Danxia powiedział Powiedziałbym, że uchwyciłeś jej przebłysk i wyszedł.
Qingliao odwiedził później wielu słynnych mistrzów chan, takich jak Shimen Yuanji (1053–1137), Kumu Facheng (obaj ze szkoły cadodong), Baoning Yuanji (1036–1118), Fozhao Gao, Yungai Shouzi (1025–1115) (wszyscy z odgałęzienia szkoły linji – huanglong), Fojian Huiqin (1059–1117) (z odgałęzienia szkoły linji – yangqi).
W końcu zatrzymał się w klasztorze na górze Changlu, którego opatem był mistrz Zuzhao Daohe (1057–1124) ze szkoły yunmen. Zanotowano, że wcześniej mistrz ten miał sen, że jakaś osoba z Syczuanu zastąpi go na stanowisku opata. Myślał, że będzie to Foyan Qingyuan lub Yuanwu Keqin, których znał osobiście. Gdy pojawił się Qingliao, Daohe zorientował się, że sen dotyczył właśnie jego. Ofiarował mu przekaz Dharmy i szatę. Jednak oznaczało to automatycznie zmianę linii przekazu i Qingliao nie byłby już mnichem szkoły caodong, ale mnichem szkoły yunmen. Z lojalności odmówił, co być może uratowało tę linię przekazu cadong, która w ok. 100 lat później została przeniesiona do Japonii przez Dōgena.
W kilka lat później, gdy latem 1123 r. Daohe zrezygnował ze stanowiska, Qingliao został opatem jego klasztoru z rozkazu podatkowego komisarza Chena. Podkreślał jednak, że jest spadkobiercą Danxii Zhichuna. W klasztorze przebywało wówczas 1700 mnichów.
W 1128 r. Qingliao zrezygnował z prowadzenia tego klasztoru (zastąpił go Hongzhi Zhengjue (1091–1157) – brat w Dharmie Qingliao) i w 1130 r. został opatem klasztoru na górze Xuefeng w Fuzhou. Zaprzyjaźnił się wtedy z Zhang Shou, który napisał wstęp do zbioru mów Dharmy mistrza szkoły caodong Dayanga Jignxuana (943–1027 (przodka w Dharmie Qingliao), który został wydany przez Qingliao.
W 1136 r. mistrz opuścił klasztor i został dekretem cesarskim wyznaczony na opata w klasztorze Guangli na górze Ayuwang (Asioki). Klasztor ten był do tej pory źle zarządzany i był dłużnikiem prawie 200,000 chłopów, którym nie zapłacono za ich prace związane z klasztorem. Gdy opatem został Qingliao wypłacono chłopom ok. 90% należności.
W kilka lat później mistrz został wyznaczony przez cesarza na opata nowo wybudowanego klasztoru chan Longxiang w Wenzhou. W 1145 r. został (również przez cesarza) wyznaczony na opata klasztoru na górze Jing, w pobliżu ówczesnej stolicy Lin’an (Hangzhou).
W 1151 r. wybudowano nowy klasztor Chongxian Xianxiao. Po zakończeniu budowy mistrz Qingliao został wyznaczony na jego opata. Wkrótce cesarzowa Wei odwiedziła klasztor. Mistrz, mimo choroby, wygłosił mowę w celu jej uhonorowania. Cesarzowa wezwała lekarza i zaaranżowano ceremonię „karmienia głodnych duchów” (chiń. xiujian shuilu fahui), aby stworzyć zasługi dla poprawienia zdrowia mistrza. Jednak wkrótce mistrz zmarł siedząc w pozycji lotosu.
Jego stupa wybudowana na zachód od klasztoru nosiła nazwę „Wyspy kwitnącej paulowni”. Jego pośmiertnym imieniem było „Wukong chanshi” (Mistrz chan Oświeconej Pustki).

## Uczniowie i znaczenie mistrza
Qingliao wprowadził w stan mnisi 400 uczniów. Ponad 30 jego uczniów otrzymało od mistrza przekaz Dharmy i służyli jako opaci w klasztorach.
Chociaż mistrz Huizhao Qingyu (1078–1147) był starszym od Qingliao i w inskrypcji pogrzebowej mistrza Danxii Zichuna jest jednym z dwu uczniów wymienionych z nazwiska, to jednak nie spełnił pokładanych w nim nadziei i był ostatecznie w cieniu zarówno mistrza Hongzhi, jak i Qingliao.
Linie przekazu Qingliao i Hongzhiego okazały się dużo ważniejsze od linii przekazu innych uczniów mistrza Danxii Zichuna. Z historycznego punktu widzenia najważniejszą okazała się linia transmisji Qingliao. Jego pra-pra-prawnuk w Dharmie, mistrz chan Tiantong Rujing (1163–1228) został nauczycielem Dōgena, który otrzymał od niego przekaz Dharmy i powrócił do Japonii przenosząc do tego kraju nauki szkoły caodong, czyli w wymowie japońskiej sōtō. I chociaż w Chinach szkoła caodong została ostatecznie po 500 latach wchłonięta przez tradycję linji, to w Japonii jest ona dziś największą szkołą zenu.
Obecnie japońscy badacze uważają także, że atak mistrza Dahui Zonggao na praktykę „cichej iluminacji” nie miał związku z mistrzem Hongzhi Zhengjue, gdyż między nimi panowały serdeczne relacje a był wymierzony właśnie w Zhenxie. Jednak, mimo że głównym celem był mistrz Zhenxie, to ostatecznie było to uderzenie w całą tradycję XII-wiecznej szkoły caodong.

## Prace literackie
- Zhenxie Qingliao chanshi yulu.

Jest to dwutomowy zbiór jego zapisanych mów i nauk.

## Linia przekazu Dharmy zen
Pierwsza liczba oznacza liczbę pokoleń od Pierwszego Patriarchy chan w Indiach Mahakaśjapy.
Druga liczba oznacza liczbę pokoleń od Pierwszego Patriarchy chan w Chinach Bodhidharmy.
Trzecia liczba oznacza początek nowej linii przekazu w innym kraju.
- 34/7. Qingyuan Xingsi (660–740)
- 35/8. Shitou Xiqian (700–790) autor poematu Cantong qi
- 36/9. Yueshan Weiyan (751–834) (także Yaoshan)
- 37/10. Yunyan Tansheng (770–841)
- 38/11. Dongshan Liangjie (807–869) Szkoła caodong
  - 39/12. Yunju Daoying (zm. 902)
    - 40/13/1. Sŏngak Hyŏngmi (864–917) Korea
    - 40/13/1. Chinch'ŏl Iŏm (869–936) Korea. Szkoła sumi san
    - 40/13. Tong’an Daoying (bd)
      - 41/14. Tong’an Guanzhi (bd)
        - 42/15. Liangshan Yuanguan (bd)
          - 43/16. Dayang Jingxuan* (943–1027) (*także Jingyan)
            - 44/17[a]. Fushan Fayuan[5] (991–1067) (także Yunjian)
              - 45/18. Touzi Yiqing (1032–1083)
                - 46/19. Dahong Bao’en (1058–1111)
                - 46/19. Furong Daokai (1043–1118)
                  - 47/20. Danxia Zichun (1064–1119)
                    - 48/21. Hongzhi Zhengjue (1091–1157) (także jako Tiantong), autor Congrong lu
                      - 49/22. Jingyin Kumu (bd)
                      - 49/22. Liaotang Siche (bd)
                      - 49/22. Sizong (1085–1153)
                      - 49/22. Zhide Huihui (1097–1183)

                    - 48/22. Huizhao Qingyu (1078–1140)
                    - 48/21. Zhenxie Qingliao (1089–1157)
                      - 49/22. Tiantong Zongjue (1091–1162)
                        - 50/23. Xuedou Zhijian (1105–1192)
                          - 51/24. Tiantong Rujing (1163–1228)
                            - 52/25/1. Dōgen Kigen (1200–1253) Japonia. Szkoła sōtō